# Kanton L’Isle-d’Abeau
Der Kanton L’Isle-d’Abeau ist seit 1985 ein Wahlkreis in den Arrondissements La Tour-du-Pin und Vienne im Département Isère der Region Auvergne-Rhône-Alpes in Frankreich. Hauptort ist L’Isle-d’Abeau.

## Gemeinden
Der Kanton besteht aus 13 Gemeinden mit insgesamt 54.128 Einwohnern (Stand: 2022) auf einer Gesamtfläche von 126,11 km²:
| Gemeinde              | Einwohner 1. Januar 2022 | Fläche km² | Dichte Einw./km² | Code INSEE | Postleitzahl | Arrondissement |
| --------------------- | ------------------------ | ---------- | ---------------- | ---------- | ------------ | -------------- |
| Chèzeneuve            | 650                      | 6,79       | 96               | 38102      | 38300        | La Tour-du-Pin |
| Crachier              | 590                      | 3,64       | 162              | 38136      | 38300        | La Tour-du-Pin |
| Culin                 | 785                      | 7,32       | 107              | 38141      | 38300        | Vienne         |
| Four                  | 1.672                    | 11,82      | 141              | 38172      | 38080        | La Tour-du-Pin |
| L’Isle-d’Abeau        | 17.096                   | 9,11       | 1.877            | 38193      | 38080        | La Tour-du-Pin |
| Maubec                | 1.920                    | 8,57       | 224              | 38223      | 38300        | La Tour-du-Pin |
| Meyrieu-les-Étangs    | 1.029                    | 8,54       | 120              | 38231      | 38440        | Vienne         |
| Saint-Agnin-sur-Bion  | 1.161                    | 9,70       | 120              | 38351      | 38300        | Vienne         |
| Saint-Alban-de-Roche  | 2.148                    | 6,11       | 352              | 38352      | 38080        | La Tour-du-Pin |
| Saint-Jean-de-Bournay | 4.762                    | 26,87      | 177              | 38399      | 38440        | Vienne         |
| Tramolé               | 802                      | 6,99       | 115              | 38512      | 38300        | Vienne         |
| Vaulx-Milieu          | 2.495                    | 9,02       | 277              | 38530      | 38090        | La Tour-du-Pin |
| Villefontaine         | 19.018                   | 11,63      | 1.635            | 38553      | 38090        | La Tour-du-Pin |
| Kanton L’Isle-d’Abeau | 54.128                   | 126,11     | 429              | 3814       | –            | –              |

Bis zur Neuordnung bestand der Kanton L’Isle-d’Abeau aus den 3 Gemeinden L’Isle-d’Abeau, Vaulx-Milieu und Villefontaine.